# Křížánky (přírodní památka)
Křižánky je přírodní památka poblíž obcí Zelenecká Lhota a Bačalky v okrese Jičín. Oblast spravuje Krajský úřad Královéhradeckého kraje.
Důvodem ochrany jsou mokřadní biotopy v lesním komplexu Křižánky s výskytem řady chráněných a ohrožených druhů rostlin a živočichů. Mezi hlavní ochranářsky významné rostliny zde patří hořec hořepník, prstnatec Fuchsův, prstnatec májový, upolín nejvyšší a bledule jarní, z živočichů pak čolek horský a skokan hnědý.

## Historie
Dříve v této lokalitě stávala vesnice Kříženec, v písemných pramenech se objevuje v polovině 11. století. Před husitskými válkami osidlovali místní kostel plebáni, poté zde býval i husitský kněz. Během třicetileté války roku 1646 byla zničena celá ves kromě kostela Nalezení svatého Kříže. Ten však vydržel pouze do roku 1719, kdy byl zbořen. Na jeho místě byl poté vztyčen kříž, který byl sice několikrát vyměněn, ale lze ho stále nalézt severně od přírodní památky.

## Přírodní poměry
Přírodní památka se nachází severozápadně od obce Záhuby, západně od obce Zelenecká Lhota. Celková výměra chráněného území je 48,18 ha. Lesní porost má nadmořskou výšku 290 až 345 metrů, terén je mírně svažitý. Je součástí komplexu lesa Křižánek. Severní a západní hranici tvoří lesní cesty, na jihu památka z většiny přiléhá k zemědělsky využívanému poli, na východní hranici se nachází louky.

### Geologie a pedologie

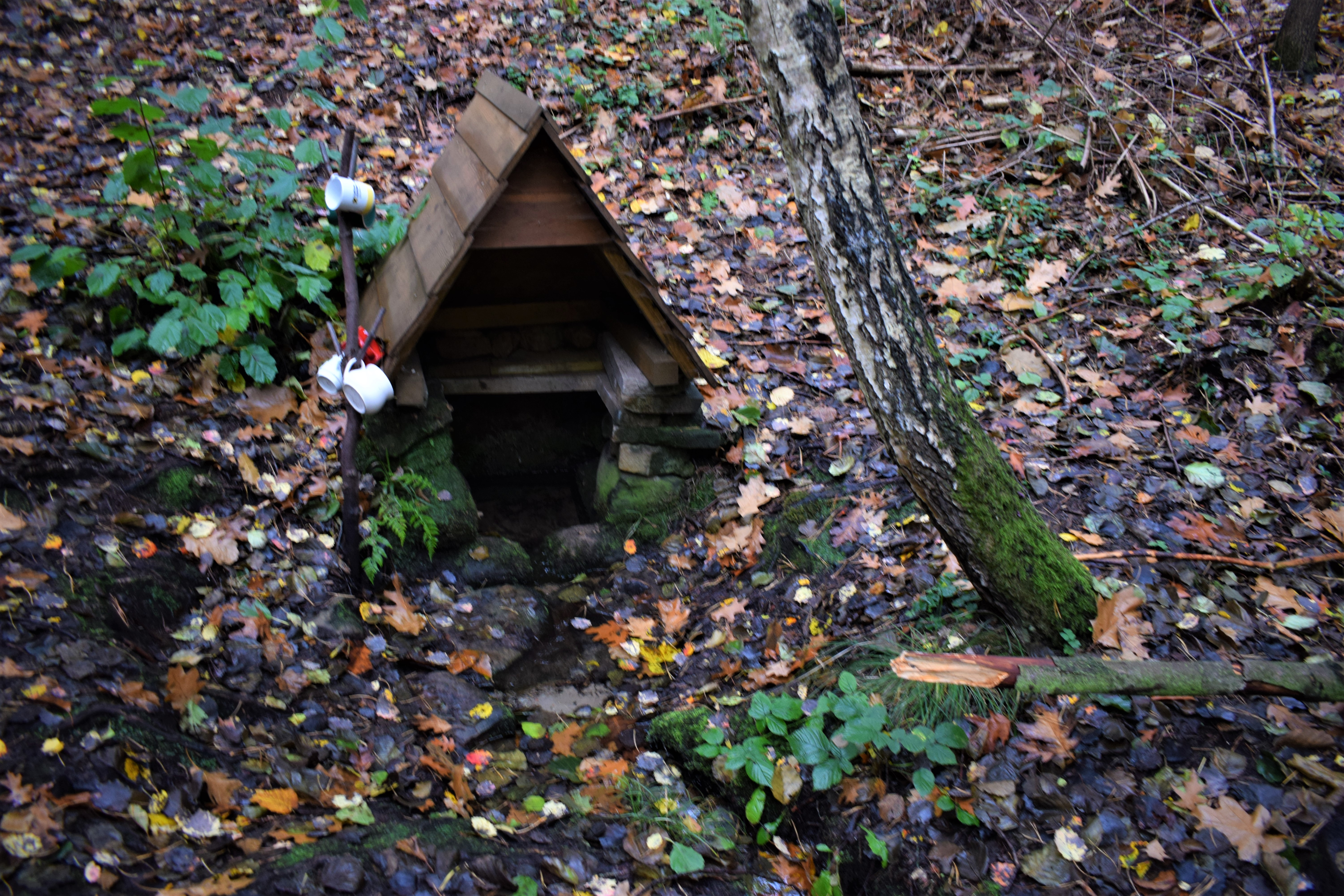
Hraběnčina studánka

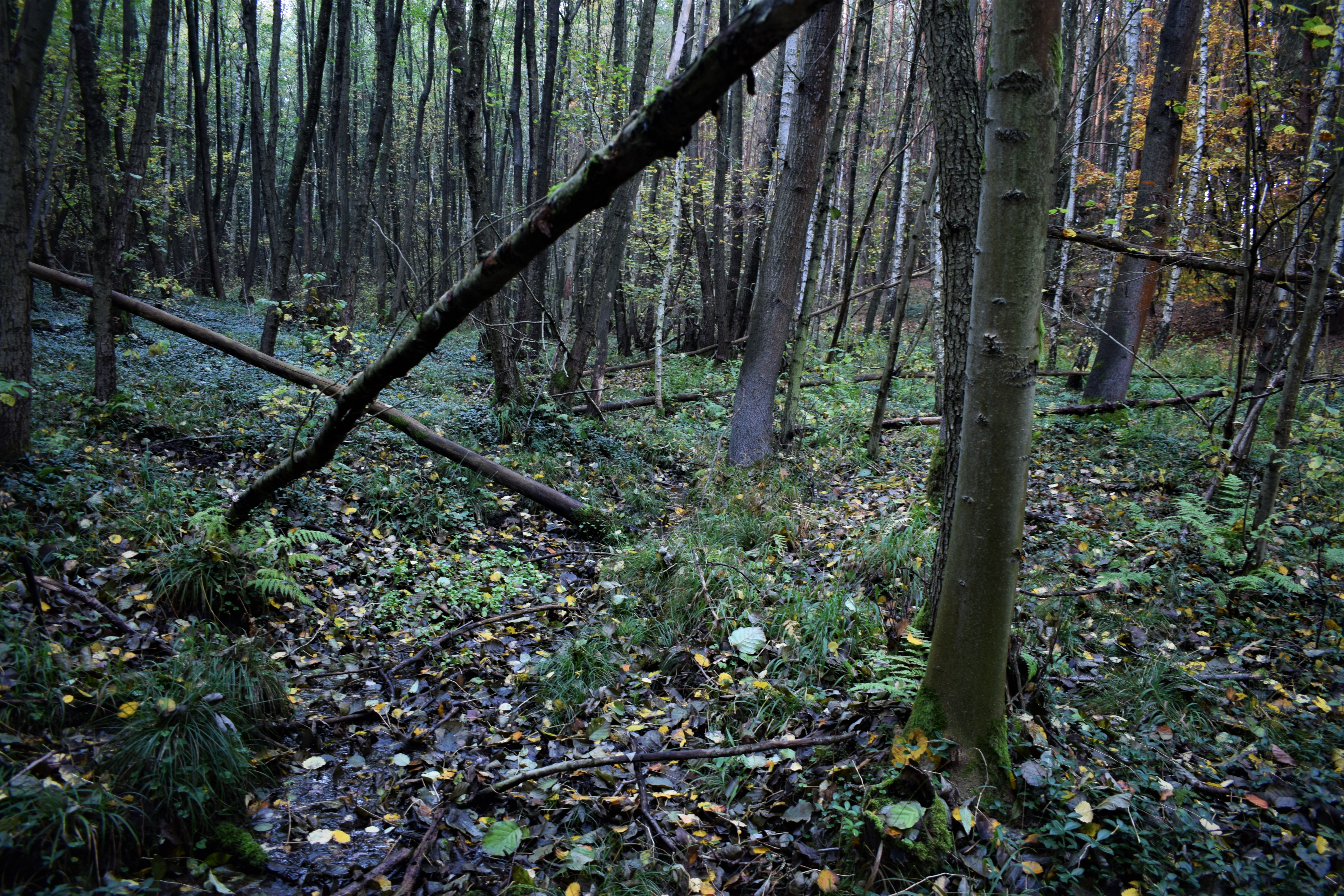
Místní neregulovaný tok

Podloží většiny území tvoří jílovité slínovce, ve východní a jižní části jsou zachovány i kvádrové pískovce. Kvartérní pokryv je tvořen zvětralinovými rezidui křídových slinitých hornin. Z pedologického hlediska je složení dost různorodé. V jihovýchodní části nalezneme hnědozem pelickou, kolem potoků pak pseudoglej modální. Zasahují sem také stagnoglej modální a luvizem modální.

### Hydrologie
Přírodní památkou protéká potok Záhubka, jenž je napájen několika menšími přítoky, které zde pramení. V severozápadní části se dále nachází Hraběnčina studánka s pitnou vodou.

### Flora
Na vlhké louce, která je nejvzácnějším územím přírodní památky, nalezneme společenstva střídavě vlhkých luk, podhorských smilkových trávníků a maloplošně i nevápnitých slatinišť. 
Ze společenstva střídavě vlhkých luk se zde vyskytují: bezkolenec modrý (Molinica caeruela), bukvice lékařská (Betonica officinalis), tužebník obecný (Filipendula vulgaris), svízel severní (Galium boreale), hořec hořepník (Gentiana pneumonanthe), oman vrbolistý (Inula salicina), hladýš pruský (Laserpitium prutenicum), hadí mord (Scorzonera humilis), olešník kmínolistý (Selinum carvifolia), srpice barvířská (Serratula tinctoria), čertkus luční (Succisa pratensis) a řebříček bertrám (Achillea ptarmica). 
Na smilkových trávnících, které se prolínají se střídavě vlhkými loukami, rostou vřes obecný (Calluna vulgaris), trojzubec poléhavý (Danthonia decumbens), smilka tuhá (Nardus stricta), mochna nátržník (Potentilla erecta), prstnatec Fuchsův (Dactylorhiza fuchsii), vítod obecný (Polygala vulgaris) a hadí mord (Scorzonera humilis).
V jižní části louky, kde převažuje společenstvo nevápnitých mechových slatinišť, se vyskytuje prstnatec májový (Dactylorhiza majalis), prstnatec Fuchsův, ostřice Davallova (Carex davalliana), ostřice obecná (Carex nigra), ostřice prosová (Carex panicea), ostřice rusá (Carex flava) a suchopýr úzkolistý (Eriophorum angustifolium).
Lesní porosty zaujímají většinu přírodní památky. Ve východní části nalezneme zachované dubohabřiny a bučiny – ve stromovém patře tak převažuje dub, habr a buk, v bylinném patře pak rostou druhy dubohabřin: sasanka hajní (Anemone nemorosa), jaterník podléška (Hepatica nobilis), ostřice prstnatá (Carex digitata), lýkovec jedovatý (Daphne mezereum), kokořík mnohokvětý (Polygonatum multiflorum), plicník tmavý (Pulmonaria obscura), žindava evropská (Sanicula europaea), ptačinec velkokvětý (Stellaria holostea) a druhy bučin: věsenka nachová (Prenanthes purpurea) a violka lesní (Viola reichenbachiana).

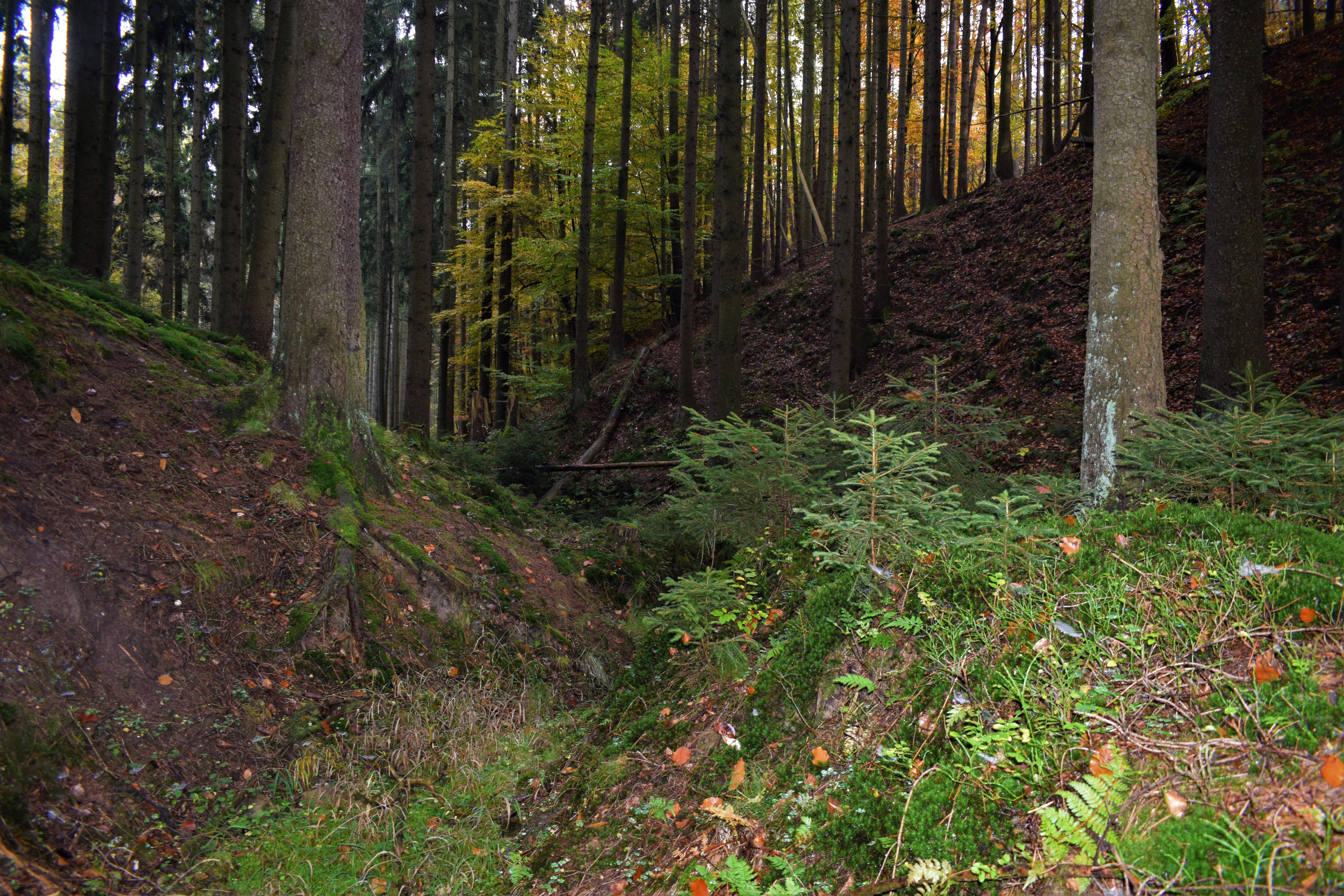
Koryto potoka Záhubka

Podél potoka se nachází cenné olšiny. V dolních částech toku roste bledule jarní (Leucojum vernum), rozrazil horský (Veronica montana) a sasanka pryskyřníkovitá (Anemone ranunculoides). V horních částech toku se nachází také lýkovec jedovatý, pod studánkou pak hojné vegetace potočníku vzpřímeného (Berula erecta).
V okolí lesní louky jsou zachované zbytky vlhkých acidofilních doubrav, do bylinného patra zde sem místy zasahují druhy z vlhké louky.

### Fauna
Na lokalitě se vyskytují běžné druhy ptáků: brhlík lesní (Sitta europaea), červenka obecná (Erithacus rubecula), holub hřivnáč (Columba palumbus), kos černý (Turdus merula) aj. Ze vzácnějších druhů zde byli potvrzeni datel černý (Dryocopus martius), holub doupňák (Columba oenas) a žluva hajní (Oriolus oriolus).
Vlhká louka je vhodným stanovištěm pro čolka horského (Ichthyosaura alpestris), čolka obecného (Lissotriton vulgaris) a rosničku zelenou (Hyla arborea). Podél potoka lze nalézt skokana hnědého (Rana temporaria) a slepýše křehkého (Anguis fragilis). Mezi další vyskytující se druhy patří užovka obojková (Natrix natrix) nebo ještěrka živorodá (Zootoca vivipara).
Při entomologickém průzkumu v roce 1998 bylo nalezeno a zdokumentováno 301 druhů hmyzu, předpokládá se však až 5000 druhů. Z madelikovitých se zde nachází Prasocuris junci, z kožojedivitých Megatoma undata, rozšířený je zde i svižník polní (Cicindela campestris).

## Ochrana
Křižánky byly v roce 1990 zřízeny jako chráněný přírodní výtvor, po změně zákonů v roce 1992 pak byly vyhlášeny jako přírodní památka. V roce 1999 bylo toto nařízení potvrzeno Okresním úřadem Jičín. Předmětem ochrany jsou mokřadní biotopy s výskytem chráněných a ohrožených druhů rostlin a živočichů. Od devadesátých let dvacátého století zde praktickou údržbu provádí ZO ČSOP Křižánky.

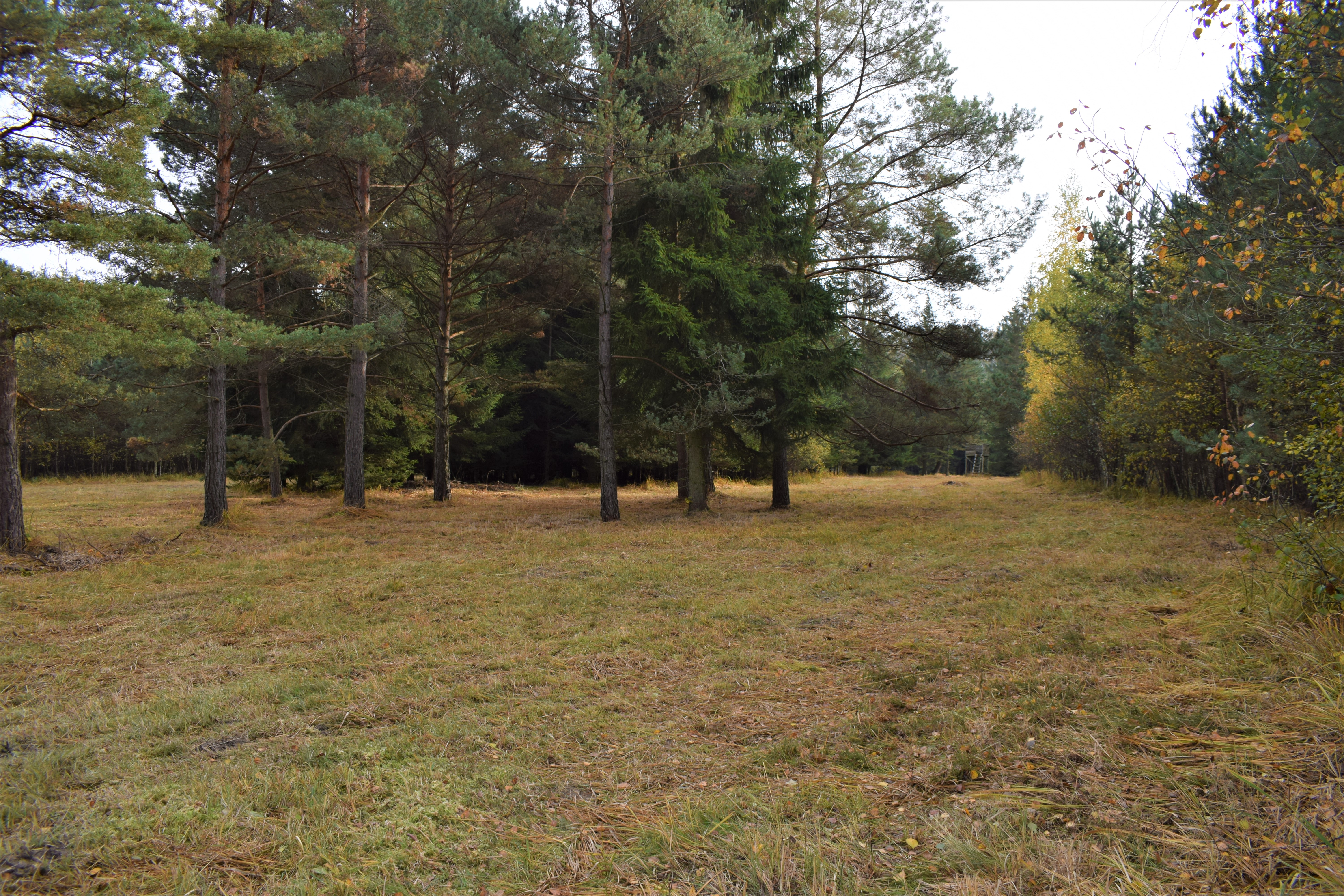
Mokřadní louka, hlavní předmět ochrany na území

Ještě před vyhlášením chráněného přírodního výtvoru v roce 1990 byl na zdejší louce použit herbicid Roundup a to za účelem vysázení smrkové monokultury. Mělo se za to, že louka a její okolí, nejcennější část této památky, jsou nenávratně zničeny, ale všechny vzácné druhy zde byly zachovány.
V roce 1997 byly kvůli redukci smrku dva hektary plochy převedeny do bezlesí, čímž se zlepšily podmínky pro chráněné druhy rostlin. Aktuální plocha bezlesí činí pouze kolem 1,2 hektaru. V roce 1998 v těchto místech asi pět hektarů lesa zachvátil požár, kvůli kterému vznikla značná škoda na porostech acidofilní doubravy. Ani tentokrát však vzácné druhy mokřadních rostlin nebyly poškozeny.
Lesní louka je sečena koncem léta jednou za jeden až dva roky s odklizením biomasy z území. I přesto bylo pozorováno značné vysychání lokality vlivem nedostatečných srážek a hromadění nedokonalého výhrabu biomasy.
V roce 2001 zde ZO ČSOP Křižánky zbudovala drobnou tůň pro obojživelníky, byly zde pozorováni čolci horští a skokani hnědí. Dnes však tůň na těchto místech nenajdeme.